# Епархия Куаутитлана
Епархия Куаутитлана (лат. Dioecesis Cuautitlanensis) — епархия Римско-католической церкви с центром в городе Куаутитлан, Мексика. Епархия Куаутитлана входит в митрополию Тлальнепантлы. Кафедральным собором епархии Куаутитлана является церковь святого Бонавентуры.

## История
5 февраля 1979 года Римский папа Иоанн Павел II издал буллу Conferentia Episcopalis Mexicana, которой учредил епархию Куаутитлана, выделив её из архиепархии Тлальнепантлы и епархии Тешкоко.
3 ноября 1984 года епархия Куаутитлана передала часть своей территории для возведения новой епархии Атлакомулько.

## Ординарии епархии
- епископ Manuel Samaniego Barriga (1979—2005);
- епископ Guillermo Rodrigo Teodoro Ortiz Mondragón (2005—2021).

## Источник
- Annuario Pontificio, Libreria Editrice Vaticana, Città del Vaticano, 2003, ISBN 88-209-7422-3
- Булла Conferentia Episcopalis Mexicana  (лат.)